# Yukon Hold’em
Yukon Hold’em ist eine Pokervariante, die der Kategorie Hold’em zuzuordnen ist.

## Entwicklung
Yukon Hold’em entwickelte sich Mitte der 1970er in Alaska nach dem Vorbild von ähnlichen Varianten, hauptsächlich aus Texas- und Omaha Hold’em.
Obwohl es heute noch immer verhältnismäßig selten gespielt wird, hat es in den letzten Jahren durchaus an Popularität gewonnen, vor allem im Nordwesten der USA und in Teilen Kanadas.

## Spiel
Wie bei allen Hold’em-Varianten müssen standardmäßig zwei Spieler vor dem Beginn jeder Hand Mindesteinsätze, so genannte Blinds, zahlen. Danach erhält jeder Spieler zwei Hole Cards, also Karten, die nur er sehen und verwenden darf. Nach einer Setzrunde werden zweimal je zwei Karten (Flop) in die Mitte des Tisches gelegt (Community Cards). Es gibt nun zwei Kartensets, die bis dato aus zwei einzelnen Spielkarten bestehen. Nach einer weiteren Setzrunde kommen zu jedem Set je eine Karte (Turn) dazu. Eine weitere Setzrunde folgt, ehe der River gegeben wird. Dieser besteht nur aus einer Karte und kann für beide Kartensets verwendet werden. Nun folgt die vierte und letzte Setzrunde.
Jedes Set besteht nun aus vier Karten, die mit den zwei Karten eines jeden Spielers kombiniert werden dürfen. Es ist nicht erlaubt, Karten aus den verschiedenen Sets zu kombinieren.